# 6391 Africano
A 6391 Africano (ideiglenes jelöléssel 1990 BN2) a Naprendszer kisbolygóövében található aszteroida. Eleanor F. Helin fedezte fel 1990. január 21-én.